# Aphanistes masoni
Aphanistes masoni là một loài tò vò trong họ Ichneumonidae.